# 다하라촌 (와카야마현)
다하라촌(田原村)은 와카야마현 히가시무로군에 설치되었던 촌이다. 현재의 구시모토정 동부에 해당한다.

## 역사
- 1889년 4월 1일 - 정촌제 시행에 의해 3개 촌의 구역을 가지고 성립하였다..
- 1956년 3월 30일 - 니시무카이정, 고사정과 합병해 고사정이 성립하여, 동일 니시무카이정은 폐지되었다.

## 교통

### 철도
- 일본국유철도
  - 기세이 본선

### 도로
- 국도 제170호선 (현 국도 제42호선)